# Nestabilni plak
Nestabilni ili vulnerabilni plak jedna je od kliničkih aplikacija ili komplikovani oblik aterosklerotskog plaka sa egzulcerisanom površinom (ulceracijom na mestima gde je došlo do odvajanja lipidnog dela plaka ili postoji prizidna tromboza (hipoehogena struktura apozicionog tromba) ili hemoragija u plaku. Ovi plakovi su nestabilni, odnosno imaju tendenciju odvajanja delova sa mogućnošću embolizacije distalnih arterija. 

## Terminologija
Termin „nestabilni-vulnerabilni plak” odnosi se na podgrupu aterosklerotskih lezija, najčešće umerene veličine, koje su sklone rupturi ili eroziji, što direktno dovodi do vaskularnih incidenata.
Mada je termin vulnerabilni plak, najčešće u upotrebi, on ne definiše najbolje strukturu ove aterosklerotske lezije. Zato mnogi autoritete smatraju da je da bi mnogo boqi termin bio „fibroaterom sa tankom kapom”.
U prevenciji rupture nestabilnog plaka ultrazvučna dijagnostika je suverena metoda među angiografskim za procenu aterosklerotskog plaka. Ona omogućava ne samo kvantitativnu analizu plaka (dužina, širina, debljina, stepen stenoze lumena) već i kvalitativnu analizu, odnosno građu plaka, površinu plaka, te prisustvo apozicionog tromba.

## Epidemiologija
Osobe sa slabije organizovanim plakovima (mekim ili gustim) prognostički gledano imaju veći rizik od tranzitornog ishemijskog ataka (TIA) i moždanog udara, čak iako je stenoza manja od 75%, tj. od hemodinamski značajne stenoze.
Učestalost pojave plaka na karotidnim arterijama znatno je viša kod osoba obolelih od šećerne bolesti. Na to u značajnoj meri pored šećerna bolesti utiče i abdominalna gojaznost zbog značajne povezani sa aterosklerotskim promenama na krvnim sudovima kod ovih pacijenata. Srednja debljina intraabdominalnog masnog tkiva je značajno veća kod obolelih od šećerne bolesti tip 2, a učestalost vulnerabilnih plakova je takođe viša i značajno korelira sa bolešću i debljinom intraabdominalnog masnog tkiva. 
Prema nekim studijama oko 95,5% simptomatskih bolesnika ima sveže ili nešto starije krvarenje u plaku, za razliku od 27% asimptomatskih, koji su takođe imali intramuralno krvarenje.
Takođe prema dosadašnjim istraživanju utvrđena je povezanost heterogenih karotidnih plakova sa razvojem novog neurološkog deficita. 
Na osnovu svih ovih istraživanja, može se ustanoviti jasna veza između građe plaka i ipsilateralnog moždanog udara.

## Etiologija
Najčešća bolest velikih arterija je ateroskleroza. Na osnovu brojnih rezultata došlo se do zaključka da je ateroskleroza multifaktorijalna bolest, a na osnovu višegodišnjeg iskustava i analiza može se zključiti da je aterosklerozni plak „opasan” za naglu pojavu kardiovaskularnih i cerebrovaskularnih bolesti i da zato postoje indikacija za hirurško odstranjenje plaka (endarterektomija).
Plakovi mogu da budu homogeni (ujednačene homogene strukture), ali su češće heterogeni (neujednačene, heterogene eho strukture). Podela plakova koja ima kliničke implikacije je na: - komplikovane (vulnerabilne, nestabilne) i - nekomplikovane (nevulnerabilne, stabilne) plakove. 
Nekomplikovani plakovi
Nekomplikovani plakovi su nevulnerabilni, stabilni plakovi koji ređe izazivaju komplikacije. 
Komplikovani plakovi
Komplikovani plakovi su oni kod kojih je egzulcerisana površina (ulceracija na mestima
gde je došlo do odvajanja dela lipidnog plaka ili postoji prizidna tromboza (hipoehogena struktura
apozicionog tromba) ili hemoragija u plaku. 
Ovi plakovi su nestabilni, odnosno imaju tendenciju odvajanja delova sa mogućnošću embolizacije distalnih arterija. 
Komplikacije koje izazivaju nestabilni plakovi klasifikuju u rane, kasne i komplikovane
aterosklerotične lezije intime. 
Pored ove klasifikacije, sve više se prihvata i klasifikacija Američkog udruženja za srce, odnosno njegovog Komiteta za vaskularne lezije iz 1994. godine. Ona se zasniva na patološko-histološkoj klasifikaciji sa šest osnovnih tipova lezija, označenih rimskim brojevima.
- Rana lezija, koja se označava kao tip I i tip II aterosklerotične lezije intime.
- Prelazni oblik između ranih i kasnih lezija, koja se označava kao tip III aterosklerotične lezije intime.
- Kasna lezija, koja se označava kao tip IV i tip V aterosklerotične lezije intime.
- Komplikovana lezija, koja se označava kao tip VI aterosklerotične lezije intime.

Lezije su jasno definisane i opisane patološkohistološki, histohemijski i ultrasonografski. Ova klasifikacijaje pogodna za standardnu dijagnostiku, jer daje dobar uvid u fazu razvoja bolesti, a omogućava i korelaciju sa kliničkim manifestacijama bolesti i sasavremenim dijagnostičkim tehnikama.
Fisure (naprsline), ulceracije (defekti) iruptura (rascep) ploče (lezija tipa VIa) nastaju na površini već stvorenih aterosklerotičnih ploča. Pošto ne postoji zaštitni sloj iznad ateromskog jezgra, dolazi do njegovog direktnog kontakta sa krvlju. Aterom može da se isprazni kroz defekt direktno u cirkulaciju i da bude izvorište ateromske embolije. Ako su embolusi nastali materijalom iz ateroma, pretežno se sastoje iz holesterolskih kristala, tačnije nastaje holesterolska embolija.

### Gojaznost kao faktor rizika
Različita distribucija masnog tkiva u organizmune ne predstavlja samo estetsku karakteristiku, već je u visokoj korelaciji sa određenim bolestima i patološkim stanjima, tako da distribucija masnog tkiva predstavlja čak bolji pokazatelj zdravstvenog rizika u odnosu na BMI. Za takve procene veoma je korisno izračunavati WHR indeks (Waist/Hip Ratio, odnos struk/kuk). Kod muškaraca treba da bude manji od 1, a kod žena manji od 0,85. Na osnovu ovog indeksa gojaznost se deli na androidnu, mušku (jabuka) gojaznost i na ginoidnu, žensku (kruška) gojaznost. 
Ginoidni tip gojaznosti
Kod ginoidnog tipa gojaznosti višak masnog tkiva nagomilava se potkožno, u donjim delovima tela, oko karlice i na butinama i uglavnom sadrži alfa 2 adrenergične receptore, preko kojih kateholamini ispoljavaju svoje lipogenetsko dejstvo. Kod ovih osoba je uočena veća sklonost ka pojavi mehaničkih komplikacija u vidu otežanog kretanja, insuficijencije periferne venske cirkulacije i respiratorne insuficijencije. Važno je napomenuti da ovaj tip gojaznosti može biti prisutan kod oba pola. 
Androidni tip gojaznosti
Kod androidnog tipa gojaznosti (centralni ilivisceralni tip) masno tkivo se nagomilava u predelu ramena, grudnog koša i trbuha. Sadrži uglavnom beta adrenergične receptore prekokojih kateholamini ispoljavaju svoje lipolitičke efekte i direktno dovode do povećanja endogene trigliceridemije. Posebno je bitna količina intra abdominalnog masnog tkiva i odnos između intraabdominalnog i subkutanog masnog tkiva.
Androidni tip gojaznosti se karakteriše time da intraabdominalno masno tkivo povećava insulinsku rezistenciju i povezano je sa grupom faktora rizika (tzv komponenti metaboličkog sindroma -intolerancijom glikoze, sniženim nivoom HDL holesterola, povećanom koncentracijom triglicerida, hipertenzijom i gojaznošću), što je Reaven nazvao „sindromom X”.

## Patofiziologija
Smatra se da rupturi teže oni aterosklerotični plakovi koji imaju tanku fibriznu kapu, visok nivo lipidnog sadržaja, malo glatkih mišićnih ćelija i povišen broj makrofaga i monocita. Ove mononuklearne ćelije se smatraju glavnim trigerima rupture plaka, putem oslobađanja proteaza poput monocitnog hemotaktičkog proteina ili matriksne mataloproteinaze (kolagenaza, stromelizin, elastaza) koje hemijski vare fibroznu kapu plaka.
Poznato je da bolesnici sa stabilnom anginom pektoris imaju plak koji se sastoji 60% od fibroznog dela i 40% od ateromatoznoh jezgra. Nasuprot tome, vulnerabilni plak se odlikuje progresivnim povećenjem ateromatoznog dela, gustine makrofaga i smanjenjem gustine glatkih mišićnih ćelija. Postoji čak povezanost između veličine ateromatozne kore i verovatnoće rupture površine plaka.
Glavni ishemijski okidači za pojavu rupture plaka su napor, pušenje, izlaganje hladnoći i zauzimanje uspravnog položaja nakon buđenja, a medijatori su srčana frekvenca, pulsni pritisak, porast kateho-lamina i sistemske rezistencije. 
Za razliku od stabilnog plaka koji se često nalazi na visokostepenoj stenozi, vulnerabilni plak se nalazi uglavnom na stenozi manjeg stepena, lokalizovan na mestu grananja arterije, i odlikuje se infiltracijom makrofagima. Stimulus za ovu makrofagnu infiltraciju je oksidirani LDL holesterol iz plaka. Postoji i faktor komprimovanja ili neadekvatnosti vasa vasorum koronarnog suda koji su uzrokovani porastom plaka.
Ruptura nestabilnog plaka je učestalija u ranim jutranjim časovima, naročito nakon buđenja, zbog cikardijalnih varijacija agregacije trombocita, snižene fibrinolitičke aktivnosti (usled porasta nivoa inhibitora plazminskih aktivatora), kao i porasta sekrecije epinefrina. 
Pored ekscesa kateholamina, postoje i drugi faktori koji mogu precipitirati rupturu plaka, uključujući i infekciju ili inflamatorni proces obolelog segmenta krvnog suda.

## Trenutne perspektive za smanjenje aterosklerotskog plaka
Prijavljeni su novi ciljevi u istraživanju ateroskleroze. Neke studije su sugerisale da semaforin-3A (sema-3A) smanjuje progresiju aterosklerotskog plaka poboljšavajući pokretljivost i funkciju M2 makrofaga i da takođe reguliše formiranje penastih ćelija kod apoE−/− miševa. Suprotno tome, sema-3E, drugi semaforin, eksprimuje se u aterosklerotskim plakovima i reguliše zadržavanje makrofaga u plakovima.
Drugi cilj za promovisanje regresije ateroskleroze je aktivacija emigracionog puta zavisnog od CCR7 receptora hemokina u makrofagima. Utvrđeno je da ciljanje aktivacije CCR7 statinima indukuje klaster diferencijacije (CD68+) koji se oslobađa iz plakova umesto da promoviše regresiju aterosklerotskog plaka. Ovo ukazuje na novu perspektivu za smanjenje aterosklerotskih plakova. Međutim, uloga CCR7 u aterosklerozi je složenija. 
Genomske studije su otkrile nove mete za antiaterosklerotsku terapiju. To uključuje asialoglikoproteinski receptor 1, protein 4 povezan sa angiopoetinom i inflamatorne puteve koji oštećuju eferocitozu (CD 47)  Međuim postoji potreba da se potvrdi uticaj takvih ciljeva na regresiju plaka. Put receptora adiponektina (AdipoR) u makrofagima je od značaja i može predstavljati drugu metu, pošto smanjena ekspresija AdipoR može doprineti nestabilnosti plaka. U međuvremenu, treba utvrditi poseban efekat puta AdipoR1 ili R2 na nestabilnost plaka.

## Prevencija
Pacijenti mogu smanjiti rizik od rupture ranjivog plaka na isti način na koji mogu smanjiti rizik od srčanog udara: 
- optimizovanjem nivoa lipoproteina,
- smanjenjem telesne težie i održavanjem nivoa glukoze u krvi u niskim ili normalnim vrednostima HbA1c (jer gojaznost i dijabetes mogu biti povezani sa visokim nivoom C-reaktivnog proteina),
- unosom odgovarajuće hrane,
- prestankom pušenja
- primenom redovanog programa vežbanja.

## Spoljašnje veze
|  | Molimo Vas, obratite pažnju na važno upozorenje u vezi sa temama iz oblasti medicine (zdravlja). |